# Вакария (микрорегион)

Вакария на карте.

Вакария (порт. Microrregião de Vacaria) — микрорегион в Бразилии, входит в штат Риу-Гранди-ду-Сул. Составная часть мезорегиона Северо-восток штата Риу-Гранди-ду-Сул. 
Население составляет 	157 337	 человек (на 2010 год). Площадь — 	17 247,419	 км². Плотность населения — 	9,12	 чел./км².

## Демография
Согласно сведениям, собранным в ходе переписи 2010 г. Национальным институтом географии и статистики (IBGE), население микрорегиона составляет:						
| Полное население                             | Полное население                             | Полное население                             | Полное население                             | 157 337 |
| -------------------------------------------- | -------------------------------------------- | -------------------------------------------- | -------------------------------------------- | ------- |
| в том числе:                                 | Городское население                          | 119 469                                      | Процент городского населения, %              | 75,93   |
|                                              | Сельское население                           | 37 868                                       | Процент сельского населения, %               | 24,07   |
|                                              | Мужское население                            | 78 515                                       | Процент мужского населения, %                | 49,90   |
|                                              | Женское население                            | 78 822                                       | Процент женского населения, %                | 50,10   |
| Плотность населения, чел/км²                 | Плотность населения, чел/км²                 | Плотность населения, чел/км²                 | Плотность населения, чел/км²                 | 9,12    |
| Население микрорегиона в % к населению штата | Население микрорегиона в % к населению штата | Население микрорегиона в % к населению штата | Население микрорегиона в % к населению штата | 1,47    |

## Статистика
- Валовой внутренний продукт на 2003 составляет 1 790 335 490,00 реалов (данные: Бразильский институт географии и статистики).
- Валовой внутренний продукт на душу населения на 2003 составляет 11 381,48 реалов (данные: Бразильский институт географии и статистики).
- Индекс развития человеческого потенциала на 2000 составляет 0,754 (данные: Программа развития ООН).

## Состав микрорегиона
В составе микрорегиона включены следующие муниципалитеты:
1. Бон-Жезус
2. Камбара-ду-Сул
3. Кампестри-да-Серра
4. Капан-Бониту-ду-Сул
5. Эзмералда
6. Ипе
7. Жакирана
8. Лагоа-Вермелья
9. Монти-Алегри-дус-Кампус
10. Муйтус-Капойнс
11. Пиньял-да-Серра
12. Сан-Франсиску-ди-Паула
13. Сан-Жозе-дуз-Аузентис
14. Вакария